# 요시지마촌
요시지마촌(吉島村)은 야마가타현 히가시오키타마군에 있던 촌이다. 현재의 가와니시정의 동쪽 끝, 사가미강・오모노강의 왼쪽 기슭에 해당한다.

## 역사
- 1889년 4월 1일 - 정촌제 시행에 의해 3촌의 구역을 가지고 성립하였다.
- 1955년 2월 1일 - 가와니시정에 편입, 동일 요시지마촌은 폐지되었다.

## 참고문헌
- 角川日本地名大辞典 6 山形県